# Sénat Tschentscher I
Ville libre et hanséatique de Hambourg
Scholz II Tschentscher II
Le sénat Tschentscher I (en allemand : Senat Tschentscher I) est le gouvernement de la ville libre et hanséatique de Hambourg entre le 28 mars 2018 et le 10 juin 2020, sous la 21e législature du Bürgerschaft.
Dirigé par le sénateur pour les Finances sortant Peter Tschentscher, il est constitué à la suite de la démission d'Olaf Scholz, premier bourgmestre depuis 2011 devenu ministre fédéral des Finances, et formé d'une coalition de centre gauche entre les sociaux-démocrates et les écologistes. Il succède au sénat Scholz II, composé d'une alliance identique. Après les élections régionales de 2020, il cède le pouvoir au sénat Tschentscher II, qui réunit les mêmes partis.

## Composition
- Les nouveaux sénateurs sont indiqués en gras, ceux ayant changé d'attributions en italique.

| Portefeuille                                                                  | Titulaire | Titulaire               | Parti  |
| ----------------------------------------------------------------------------- | --------- | ----------------------- | ------ |
| Premier bourgmestre                                                           |           | Peter Tschentscher      | SPD    |
| Deuxième bourgmestre Sénatrice pour la Science, la Recherche et l'Égalité     |           | Katharina Fegebank      | Grünen |
| Sénateur pour la Justice                                                      |           | Till Steffen            | Grünen |
| Sénateur pour l'Éducation et la Formation professionnelle                     |           | Ties Rabe               | SPD    |
| Sénateur pour la Culture et les Médias                                        |           | Carsten Brosda          | SPD    |
| Sénatrice pour le Travail, les Affaires sociales, la Famille et l'Intégration |           | Melanie Leonhard        | SPD    |
| Sénatrice pour la Santé et la Protection des consommateurs                    |           | Cornelia Prüfer-Storcks | SPD    |
| Sénatrice pour le Développement urbain et le Logement                         |           | Dorothee Stapelfeldt    | SPD    |
| Sénateur pour l'Environnement et l'Énergie                                    |           | Jens Kerstan            | Grünen |
| Sénateur pour l'Économie, les Transports et l'Innovation                      |           | Frank Horch             | Aucun  |
| Sénateur pour l'Intérieur et les Sports                                       |           | Andy Grote              | SPD    |
| Sénateur pour les Finances                                                    |           | Andreas Dressel         | SPD    |